# Pudupatti (Theni)
Pudupatti è una suddivisione dell'India, classificata come town panchayat, di 9.977 abitanti, situata nel distretto di Theni, nello stato federato del Tamil Nadu. In base al numero di abitanti la città rientra nella classe V (da 5.000 a 9.999 persone).

## Geografia fisica
La città è situata a 09° 45' 50 N e 77° 16' 04 E.

## Società

### Evoluzione demografica
Al censimento del 2001 la popolazione di Pudupatti assommava a 9.977 persone, delle quali 4.973 maschi e 5.004 femmine. I bambini di età inferiore o uguale ai sei anni assommavano a 1.084, dei quali 581 maschi e 503 femmine. Infine, coloro che erano in grado di saper almeno leggere e scrivere erano 6.316, dei quali 3.694 maschi e 2.622 femmine.